# Richard Lund

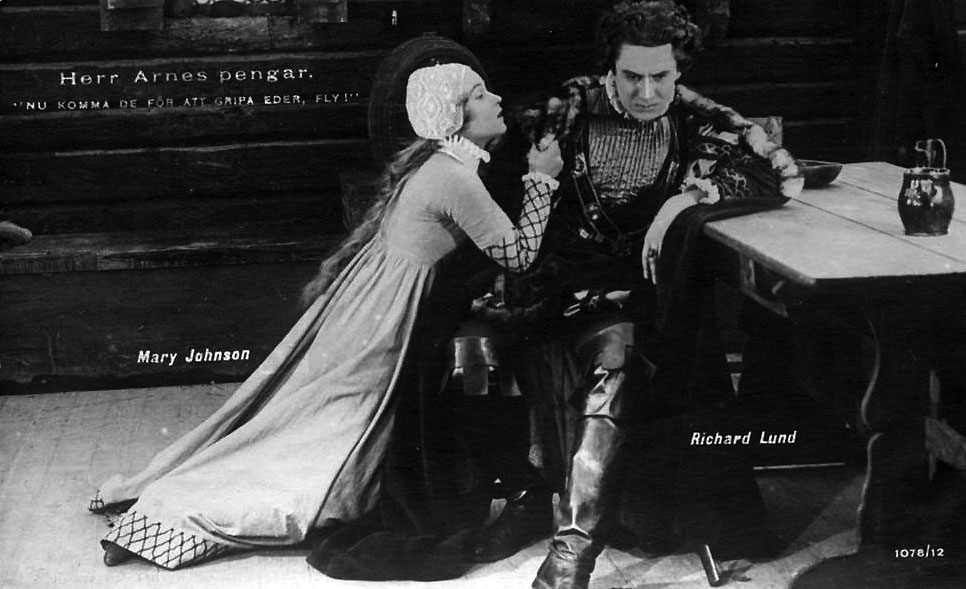
Richard Lund et Mary Johnson dans Le Trésor d'Arne.

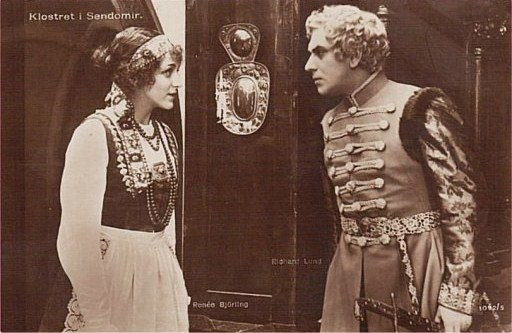
Richard Lund et Renée Björling dans Le Monastère de Sandomierz

Olof Richard Lund (né le 9 juillet 1885 à Göteborg ; mort le 27 septembre 1960 à Mölndal) est un acteur suédois de théâtre et de cinéma.

## Biographie
Richard Lund fait ses débuts au Théâtre Stora de Göteborg en 1904. Il travaille avec des metteurs en scène tels que Hjalmar Selander, Ivan Hedqvist et Karl Gerhard. Il part aussi en tournée en 1930 avec Fridolf Rhudin. Dans sa carrière, il a tourné dans soixante-treize films entre 1912 et 1952, obtenant ses rôles les plus importants dans la période du cinéma muet. Un de ses rôles les plus connus est celui de Sir Archie dans Le Trésor d'Arne, réalisé par Mauritz Stiller (d'après Selma Lagerlöf) en 1919. Richard Lund était le « jeune premier », puis le « premier grand amant » le plus célèbre du cinéma suédois pendant la période du muet.
Il est enterré à la section catholique du cimetière du Nord, dans les environs de Stockholm.

## Filmographie partielle
- 1913 : Le Flirt d'été de Lady Marion (Lady Marions sommarflirt) de Victor Sjöström
- 1913 : Sourires et Larmes (Löjen och tårar) de Victor Sjöström
- 1913 : Ingeborg Holm de Victor Sjöström
- 1913 : La Suffragette moderne (Den moderna suffragetten) de Mauritz Stiller
- 1914 : Les cœurs se rencontrèrent (Hjärtan som mötas) de Victor Sjöström
- 1914 : L'Amour plus fort que la haine (Kärlek starkare än hat eller Skogsdotterns hemlighet)
- 1914 : Ne jugez pas (Dömen icke), de Victor Sjöström
- 1914 : Bra flicka reder sig själv de Victor Sjöström
- 1914 : La Grève (Strejken) de Victor Sjöström
- 1915 : Les Vautours de la mer (Havsgamar) de Victor Sjöström
- 1915 : I prövningens stund de Victor Sjöström
- 1915 : La Fille du gouverneur (Landshövdingens döttrar) de Victor Sjöström
- 1919 : Le Trésor d'Arne (Herr Arnes pengar), de Mauritz Stiller
- 1920 : Le Monastère de Sendomir (Klostret i Sendomir), de Victor Sjöström
- 1933 : Vad veta väl männen? d'Edvin Adolphson
- 1935 : Under falsk flagg de Gustaf Molander